# 보령 성주사지 오층석탑
보령 성주사지 오층석탑(保寧 聖住寺址 五層石塔)은 대한민국 충청남도 보령시 성주면 성주리, 성주사지에 있는 남북국 시대의 석탑이다. 1963년 1월 21일 대한민국의 보물 제19호로 지정되었다.
금당지 전면에 있는 것으로 보아 불탑으로 추정되고 있다. 2층 기단 위에 5층의 탑신으로 층수에 차이가 있을 뿐 각 부분의 양식이나 조형수법이 같은 절터 안에 있는 다른 3개의 탑(중앙 3층 석탑, 서 3층 석탑, 동 3층 석탑)과 같다.

## 개요
성주사는『삼국사기』에 나오는 백제 법왕 때 창건한 오합사(烏合寺)가 이 절이었다고 하며, 통일신라 문성왕대에 당나라에서 돌아온 낭혜화상이 이 절의 주지가 되어 번창시키니 왕이 ‘성주사’라는 이름을 내려주었다 한다. 임진왜란 때 불에 타서 현재는 절터만 남아 있다.
이 절의 금당터로 보이는 곳의 앞에 서 있으며, 뒤로 3층 석탑 3기가 나란히 서 있는데, 서로 층수만 다를 뿐 만든 솜씨는 비슷하다. 탑은 2단의 기단(基壇) 위에 5층의 탑신(塔身)을 올린 모습이다. 기단은 각 면마다 모서리와 가운데에 기둥 모양을 새겨두었으며, 기단의 위로는 탑신을 괴기 위한 편평한 돌을 따로 끼워 두었다. 탑신은 몸돌과 지붕돌이 각각 하나의 돌로 되어 있고, 각 면의 귀퉁이에 기둥 모양을 새겼다. 지붕돌은 밑면에 4단의 받침을 두었으며, 추녀밑은 수평을 이루다가 위로 살짝 치켜 올라갔다.
전체적으로는 통일신라시대 탑의 전형적인 모습이나, 1층 몸돌 아래에 괴임돌을 따로 끼워둔 것은 고려석탑으로 이어지는 새로운 형식이며, 통일신라 후기에 세워진 것으로 짐작된다. 각 층의 구성이 짜임새가 있으며 우아한 모습이다.

## 같이 보기
- 성주사지

## 참고 자료
- 보령 성주사지 오층석탑 - 국가유산청 국가유산포털
- 문화재대관 (보물편, 석조Ⅰ, 개정판), 문화재청, 2004-08-06